# 세또래
세또래는 김정임, 우윤아, 이희정으로 구성된 대한민국의 3인조 여성 그룹이며 일본의 여성 3인조 그룹인 소녀대를 표방 하였다. 《그대를 사랑해》로 가요계에 데뷔했으나 1989년 2집을 끝으로 활동을 중단했다. 
- 이 그룹에 소속된 이희정은 이가이라는 예명으로 1998년 베이비복스의 멤버로 활동했다.
- 김정임은 2집 활동을 끝으로 미국으로 이민을 가서 현재는 미국에서 평범한 삶을 살고 있다.
- 이희정은 베이비복스 활동을 끝으로 연예계를 완전히 떠났다.
- 우윤아는 페이스북에 근황을 알리며 살아가고 있다.

## 앨범
- 1집 《세또래 제1집》(1988년)

| #  | 제목                     | 작사   | 작곡        | 재생 시간 |
| -- | ------------------------ | ------ | ----------- | --------- |
| 1. | 〈그대를 사랑해〉        | 이건우 | 김정택      | 3:10      |
| 2. | 〈우린 아직 어린가요〉   | 이건우 | 김정택      | 3:33      |
| 3. | 〈어떻게 잊을까〉        | 이건우 | 김정택      | 3:14      |
| 4. | 〈난 잊을 수 있어〉      | 한여임 | Poul Chaman | 3:25      |
| 5. | 〈그대 여기에 (경음악)〉 |        | 김정택      | 3:09      |

| #  | 제목                         | 작사   | 작곡                      | 재생 시간 |
| -- | ---------------------------- | ------ | ------------------------- | --------- |
| 1. | 〈그대 여기에〉              | 이수연 | 김정택                    | 3:37      |
| 2. | 〈그대의 전화〉              | 임은희 | 김정택                    | 3:31      |
| 3. | 〈행복해 (Two Of Hearts)〉   | 조영남 | Mitchell Green And Catlin | 3:35      |
| 4. | 〈숙녀처럼 (Like A Virgin)〉 | 이건우 | B.Stein Berg              | 3:23      |
| 5. | 〈너와 내가 (건전가요)〉     |        |                           | 2:02      |

- 2집 《세또래 제2집》(1989년)

| #  | 제목                  | 작사   | 작곡   | 재생 시간 |
| -- | --------------------- | ------ | ------ | --------- |
| 1. | 〈요리조리 이리저리〉 | 이정각 | 김정택 | 2:22      |
| 2. | 〈시간이 흐르면〉     | 안진우 | 안진우 | 3:28      |
| 3. | 〈충격이었어〉        | 송재준 | 송재준 | 3:52      |
| 4. | 〈그대 나의 곁으로〉  | 이정각 | 김정택 | 3:59      |
| 5. | 〈생일 축하합니다〉   | 안진우 | 안진우 | 3:34      |

| #  | 제목                | 작사   | 작곡   | 재생 시간 |
| -- | ------------------- | ------ | ------ | --------- |
| 1. | 〈이밤 가득히〉     | 이정각 | 김정택 | 3:17      |
| 2. | 〈어느날 우연히〉   | 이정각 | 김정택 | 2:50      |
| 3. | 〈떠나는 거리에서〉 | 이정각 | 김정택 | 3:35      |
| 4. | 〈사랑하는 세상〉   | 안진우 | 안진우 | 2:51      |
| 5. | 〈사랑해요〉        | 이정각 | 김정택 | 2:59      |

## CF
- 1988년 안델센제과 봉 초코렡